# Anna Lewicka-Morawska
Anna Maria Lewicka-Morawska (ur. 6 kwietnia 1952 w Warszawie, zm. 11 września 2015 w Otwocku) – polski historyk sztuki, nauczyciel akademicki, profesor Akademii Sztuk Pięknych w Warszawie.

## Życiorys
Pochodziła z wywodzącej się ze Lwowa rodziny Lewickich, pieczętujących się herbem Rogala. Córka Marii Lewickiej, historyka sztuki, oraz prof. Bohdana Lewickiego. Siostra prof. Pawła Lewickiego, psychologa. Ukończyła VI Liceum Ogólnokształcące im. Tadeusza Reytana w Warszawie (1971). Absolwentka historii sztuki na Uniwersytecie Warszawskim. W 1984 roku w Instytucie Sztuki PAN obroniła pracę doktorską zatytułowaną Społeczny i artystyczny status polskiego malarza między romantyzmem i neoromantyzmem, napisaną pod kierunkiem prof. Wiesława Juszczaka.
W swojej pracy badawczej zajmowała się historią i teorią sztuki XIX wieku oraz dziejami polskiej kultury artystycznej. Była autorką tekstów w największej wydawanej w Polsce serii wydawniczej dotyczącej sztuki, zatytułowanej Sztuka świata, wydawanej od 1989 roku przez Wydawnictwo „Arkady”.
Od 1976 roku pracowała na Akademii Sztuk Pięknych w Warszawie. Przez wiele lat kierowała Międzywydziałową Katedrą Historii i Teorii Sztuki. Współtworzyła Wydział Zarządzania Kulturą Wizualną Akademii Sztuk Pięknych (ASP) w Warszawie. Od jego założenia była prodziekanem wydziału oraz kierownikiem Katedry Historii Sztuki i Teorii Kultury. Wykładała także m.in. w Instytucie Dziennikarstwa Uniwersytetu Warszawskiego oraz Akademii Humanistycznej w Pułtusku.
Popularyzatorka nauki, autorka i redaktorka wielu publikacji popularnonaukowych. Wydana pod red. Anny Lewickiej-Morawskiej w 2007 roku książka W kręgu arcydzieł. Zbiory sztuki w Polsce została nagrodzona w 2008 roku tytułem „Książki Roku” przez Magazyn Literacki „Książki” oraz tytułem „Książki edytorsko doskonałej” przyznanym podczas odbywających się w Krakowie 11. Targów Książki.
Odznaczona srebrnym medalem „Zasłużony Kulturze Gloria Artis”.
Pochowana na starym cmentarzu na Służewie przy ul. Fosa, położonym przy kościele św. Katarzyny.

## Wybrane publikacje
- Anna Lewicka-Morawska, Marek Machowski, Maria Anna Rudzka, Słownik malarzy polskich. Od średniowiecza do modernizmu, Warszawa 1998, ISBN 83-213-3856-9
- Anna Lewicka-Morawska, Między klasycznością a tradycjonalizmem. Narodziny nowoczesnej kultury artystycznej a malarstwo polskie końca XVIII i początku XIX wieku, Warszawa 2005, ISBN 83-89729-25-3
- Anna Lewicka-Morawska (red.), W kręgu arcydzieł. Zbiory sztuki w Polsce, Warszawa 2007, ISBN 978-83-213-4512-3